# Замосточье (Червенский район)
Замосточье (бел. Замасточча) — деревня в Червенском районе Минской области Беларуси. Входит в состав Руднянского сельсовета.

## Географическое положение
Расположена в 16 километрах к северу от Червеня, в 66 км от Минска, в 30 км от железнодорожной станции Смолевичи линии Минск—Орша, на автодороге Червень—Смолевичи.

## Археология
В полутора километрах к востоку от деревни обнаружен курганный могильник из 17 насыпей, в 3,5 км к северо-востоку — могильник, датируемый железным веком и могильник дреговичей, датируемый X—XIII веками.

## История
Хотя эта местность была населена с древних времён, собственно деревня в письменных источниках впервые упоминается в XVIII веке. На 1795 год деревня входила в состав Игуменского уезда Минской губернии и являлась шляхетской собственностью. В 1800 году здесь насчитывалось 13 дворов и 94 жителя, имелись часовня и корчма. На 1817 год относилась к имению Рудня-Черновская (Рудня-Черновая), здесь было 3 дома и около 30 жителей. На 1885 год принадлежала помещику Ф. Верентке и входила в его имение Рудня Чёрная, здесь жили 169 человек. В 1885 году в Замосточье была открыта школа грамоты, на 1890 год здесь было 10 учеников (все мальчики). Согласно переписи населения Российской империи 1897 года в составе Гребёнской волости, здесь был 51 двор, проживали 374 человека, работали православная часовня и корчма. На 1908 год насчитывалось 52 двора и 427 жителей. На 1917 год было 53 двора и 370 жителей. С февраля по декабрь 1918 года деревня была оккупирована немцами, с августа 1919 по июль 1920 — поляками. 20 августа 1924 года деревня вошла в состав вновь образованного Руднянского сельсовета Червенского района Минского округа (с 20 февраля 1938 — Минской области). Согласно переписи населения СССР 1926 года здесь было 75 дворов, где проживали 402 человека. В 1930 году в деревне был организован колхоз «Август» (бел. Жнівень), на 1932 год в его состав входили 54 крестьянских двора. Во время Великой Отечественной войны деревня была оккупирована немецко-фашистскими захватчиками в конце июня 1941 года. В лесах в районе деревни развернули активную деятельность партизаны бригады «Разгром». В районе деревни шли активные бои, погибшие во время которых советские солдаты были похоронены в трёх братских могилах. 50 жителей Замосточья погибли на фронтах. Освобождена в начале июля 1944 года. После войны на братских могилах были установлены памятники. На 1960 год население деревни составило 340 человек. В 1980-е годы она относилась к совхозу имени Ивана Мичурина, здесь работал клуб. На 1997 год в деревне было 85 домов и 140 жителей, в этот период здесь функционировала животноводческая ферма, библиотека и магазин. На 2013 год 39 круглогодично жилых домов, 84 постоянных жителя.

## Население
- 1800 — 13 дворов, 94 жителя
- 1817 — 3 двора, ~ 30 жителей
- 1858—169 жителей
- 1897 — 51 двор, 374 жителя
- 1908 — 52 двора, 427 жителей
- 1917 — 53 двора, 370 жителей
- 1926 — 75 дворов, 402 жителя
- 1960—340 жителей
- 1997 — 85 дворов, 140 жителей
- 2013 — 39 дворов, 84 жителя